# Irricana (Alberta)
Irricana je městečko v jižní Albertě v Kanadě. Je obklopeno okresem Rocky View County. Přiléhá k silnici Highway 9, přibližně 53 km severovýchodně od Calgary, západně od území zvaného Drumheller badlands.
Jméno je akronymem slovního spojení „irrigation canals“ (tj. zavlažovací kanály), které se nacházejí všude kolem oblasti Irricany.

## Dějiny
Původně byla začleněna do územní správy jako vesnice 9. června 1911, o 94 let později Irricana změnila svůj status na městečko - 9. června 2005. Své sté výročí pak oslavila Irricana v roce 2011.

## Demografie
Podle kanadského sčítání obyvatelstva z roku 2011 mělo městečko Irricana 1 162 žijících v 444 z jeho celkově 480 příbytků, což představuje změnu -6.5% od roku 2006, kdy mělo 1 243 obyvatel. Na území svého katastru 3,18 km2 tedy mělo hustotu obyvatelstva 365,4 obyv./km2 in 2011.
V roce 2006 měla Irricana 1 243 obyvatel žijících v 443 příbytcích, kterýžto počet se zvýšil o 19.2% od roku 2001. Vesnice má katastr o rozloze 3,18 km2 a tudíž měla hustotu obyvatelstva 390,3 obyv./km.